# Populus
El género Populus comprende unas cuarenta especies de árboles y arbolillos que habitan en zonas templadas y frías del hemisferio norte, comúnmente conocidos como álamos o chopos. Su aparición se remonta al Cretáceo inferior, con una notable expansión en el Terciario. Pertenece a la familia de las salicáceas.

## Descripción
El género Populus son árboles de crecimiento rápido, que alcanzan entre 10 y 30 metros de altura, dependiendo de la especie y las condiciones ambientales. Estos árboles presentan una estructura de ramas flexibles y una corteza lisa, en tonos blanquecinos o grisáceos, que muestra marcas horizontales más oscuras o estrías, un rasgo característico de varias especies del género.
Las hojas de los álamos son simples, alternas y caducas, generalmente anchas y con bordes que pueden ser enteros, aserrados, dentados o lobulados, según la especie. Sus pecíolos son largos y a menudo comprimidos lateralmente, lo que permite una gran movilidad de las hojas frente al viento, produciendo el característico susurro de los álamos. En otoño, las hojas se tornan de color amarillo o dorado antes de caer, aportando un espectáculo visual en las zonas templadas.
Los álamos son predominantemente dioicos, es decir, poseen flores masculinas y femeninas en individuos separados. Las flores, sin pétalos y agrupadas en amentos colgantes, son de color verde o marrón y carecen de néctar, adaptándose a la anemofilia, un proceso de polinización por el viento. Esto les permite dispersar eficazmente su polen en grandes áreas, aunque pueden generar alergias estacionales en personas sensibles.
El fruto del álamo es una cápsula dehiscente (que se abre al madurar), inicialmente de color verde y que adquiere tonos pardos al llegar el verano. Esta cápsula libera una gran cantidad de semillas pequeñas cubiertas de vilano blanco, una especie de pelusa que facilita su dispersión por el viento, similar a copos de algodón, lo que es especialmente visible en primavera. Este mecanismo de dispersión asegura que las semillas puedan viajar a largas distancias y colonizar nuevas áreas, contribuyendo a su propagación.

## Distribución y hábitat
El género Populus es nativo de las regiones templadas del hemisferio norte y se encuentra ampliamente distribuido en Europa, Asia, América del Norte y el norte de África. En el hemisferio sur, el álamo ha sido introducido con éxito en varios países, especialmente en Argentina, Chile y Nueva Zelanda, donde se ha adaptado bien a las condiciones climáticas templadas, siendo utilizado para proyectos de reforestación, conservación del suelo y producción maderera.
En las zonas nativas del hemisferio norte, los álamos prosperan en hábitats húmedos, especialmente cerca de ríos, lagos y otras fuentes de agua superficial, debido a su alta demanda de agua. Este hábito de crecimiento ripario permite a los álamos desempeñar un papel ecológico clave en la estabilización de suelos ribereños y en la reducción de la erosión. Los álamos también pueden desarrollarse en zonas de suelos húmedos y con buen drenaje en áreas abiertas, como bosques mixtos y claros de bosque, en altitudes que varían desde el nivel del mar hasta zonas montañosas.
Los híbridos de Populus, como el álamo canadiense (Populus x canadensis), se cultivan extensivamente en plantaciones forestales de Europa, América del Norte y otras regiones con fines comerciales. Su rápido crecimiento y la calidad de su madera los hacen valiosos para la industria de la madera, en la fabricación de tableros, papel y madera contrachapada. Los programas de mejoramiento genético han permitido el desarrollo de híbridos resistentes a enfermedades y adaptados a diversas condiciones climáticas, aumentando su importancia económica y ecológica.
En áreas donde ha sido introducido, el álamo ha mostrado un alto grado de adaptabilidad, aunque algunas especies e híbridos de Populus se han vuelto invasoras en ciertos ecosistemas, desplazando a especies nativas y alterando el equilibrio ecológico. Esto ha llevado a una gestión controlada en algunos países para prevenir el impacto ambiental.
En general, los álamos prefieren climas templados, con inviernos fríos y veranos frescos a cálidos, lo que les permite completar su ciclo de vida y maximizar el crecimiento. Sin embargo, ciertas especies, como Populus euphratica, se han adaptado a climas más áridos, soportando condiciones extremas de calor y sequía en regiones desérticas del sudoeste de Asia y el norte de África.

## Especies

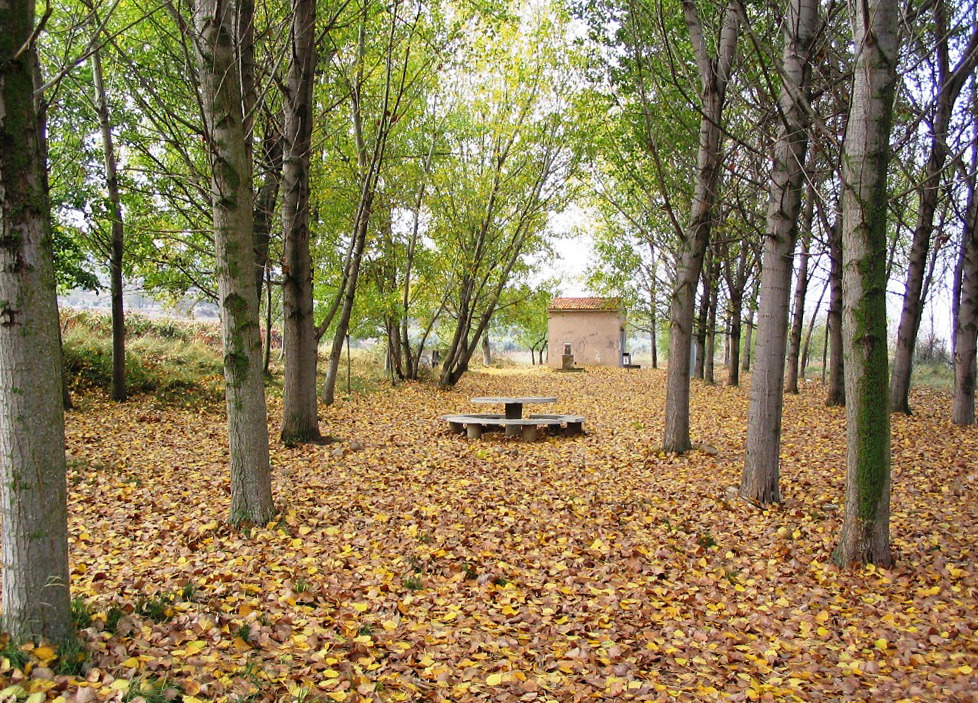
Chopera en Galilea (La Rioja, España).

El género Populus abarca varias secciones, cada una con especies adaptadas a distintos climas y regiones. A continuación, se presentan las secciones principales y algunas de sus especies más representativas:
- Populus sección Aigeiros – Álamos negros. Esta sección incluye especies adaptadas a climas templados y ampliamente distribuidas en Norteamérica, Europa y Asia occidental. Se caracterizan por su rápido crecimiento y son comunes en la industria de la madera y el papel.
  - Populus deltoides – Álamo negro de Norteamérica. Frecuente en el este de los Estados Unidos, es valorado por su rápido crecimiento y madera ligera.[13]
  - Populus fremontii – Álamo de Fremont. Originario del oeste de Norteamérica, se encuentra en ecosistemas ribereños de zonas áridas.[14]
  - Populus nigra – Álamo negro o chopo negro de Europa. Común en la Península Ibérica y otras áreas europeas, se emplea tanto en la industria maderera como en proyectos de reforestación.
    - Populus x canadensis – Híbrido entre Populus nigra y Populus deltoides, conocido como álamo canadiense. Es apreciado por su adaptabilidad y se planta en Europa y Norteamérica para la producción de madera.[15]
    - Populus nigra 'Italica' – Álamo piramidal. Seleccionado en Lombardía en el siglo XVII, es común como árbol ornamental en alineaciones y paseos.

- Populus sección Populus – Álamos temblones y blancos. Las especies de esta sección prosperan en climas subárticos y templados fríos y se distribuyen en zonas circumpolares y montañosas.
  - Populus tremula – Álamo temblón de Europa y Asia septentrional. Conocido por sus hojas móviles y resistencia al frío.[16]
  - Populus adenopoda – Originario de Asia oriental.
  - Populus alba – Álamo blanco o chopo blanco. Nativo de Europa meridional y Asia central, es valorado por su reverso de hoja blanquecino y como especie ornamental.
    - Populus alba 'Bolleana' – Álamo plateado columnar, cultivar piramidal usado en paisajismo.
    - Populus x canescens – Álamo cano, híbrido entre Populus alba y Populus tremula según algunos autores.

  - Populus davidiana – Nativo de Asia oriental.
  - Populus grandidentata – Propio del este de Norteamérica.
  - Populus sieboldii – Originario de Asia oriental.
  - Populus tremuloides – Común en Norteamérica.

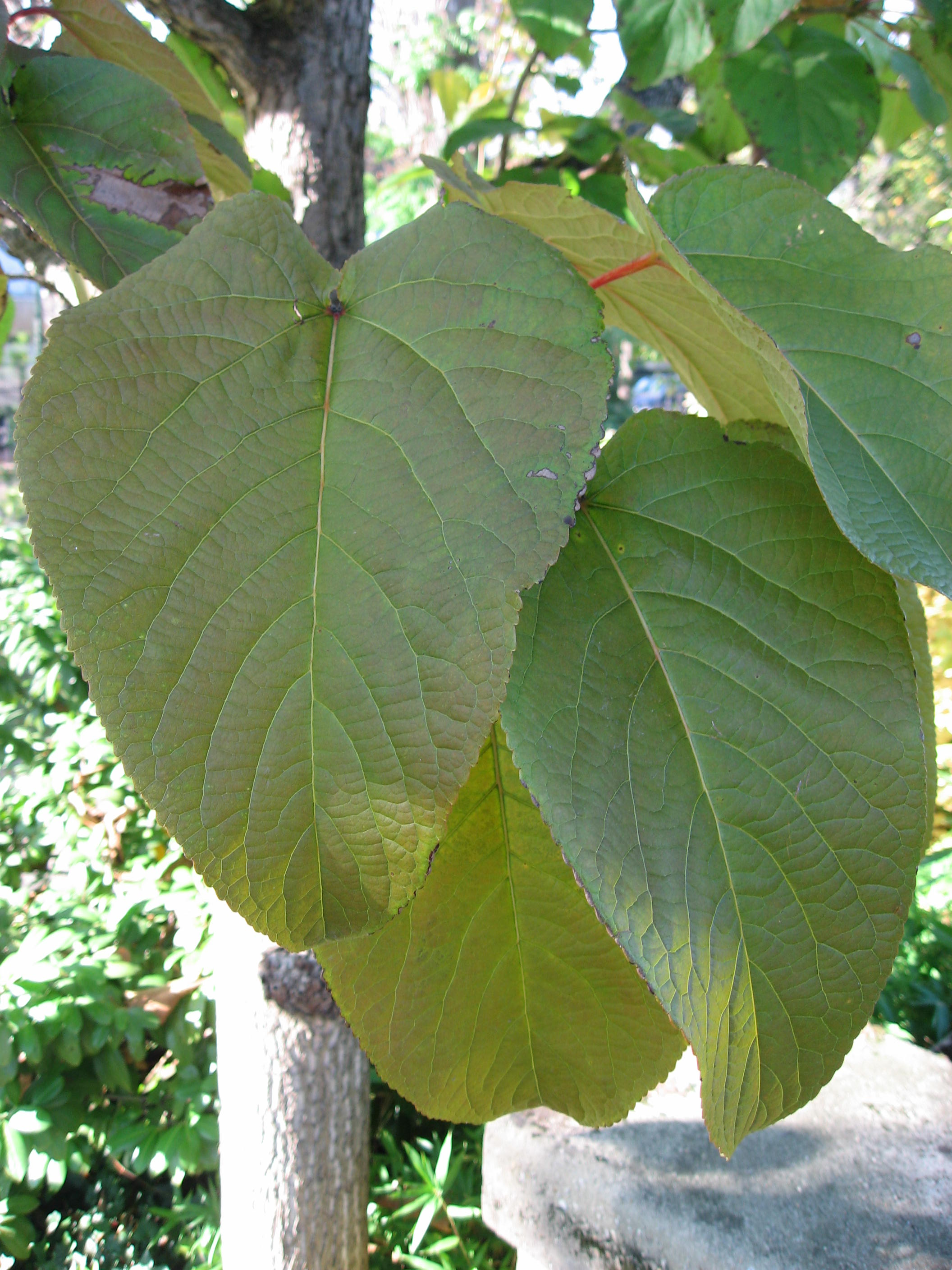
Hojas de Populus lasiocarpa

- Populus sección Tacamahaca – Prefieren climas templado-frescos, y se encuentran en Norteamérica y Asia. Destacan por la presencia de resinas aromáticas en sus brotes.
  - Populus angustifolia – Del centro de Norteamérica.
  - Populus balsamifera – Chopo balsamífero. Sus brotes aromáticos son utilizados en medicina tradicional y horticultura.[17]
  - Populus cathayana – Del noreste de Asia.
  - Populus koreana J.Rehnder – Noreste de Asia.
  - Populus laurifolia – Propio de Asia central.
  - Populus maximowiczii A.Henry – De Asia oriental.
  - Populus simonii – Del noreste de Asia.
  - Populus szechuanica – Noreste de Asia. Ubicada aquí según su ADN nuclear, aunque el cpDNA la clasifica en la sección Aigeiros.
  - Populus trichocarpa – Álamo negro occidental de Norteamérica, utilizado en estudios genéticos por su rápido crecimiento y resistencia.[18]
  - Populus tristis – Del noreste de Asia. Clasificada en esta sección por su ADN nuclear; el cpDNA la sitúa en Aigeiros.
  - Populus ussuriensis – Noreste de Asia.
  - Populus yunnanensis – Del este de Asia.

- Populus sección Leucoides – Esta sección incluye especies de clima templado en Norteamérica oriental y Asia oriental.
  - Populus heterophylla – Álamo de la Carolina, que prospera en zonas húmedas del sureste de Norteamérica.
  - Populus lasiocarpa – Originario de Asia oriental. Tiene hojas grandes y se valora en jardines de Asia.[19]
  - Populus wilsonii – Propio de Asia oriental.

- Populus sección Turanga – Álamos subtropicales. Adaptados a climas subtropicales y tropicales de Asia suroccidental y África.
  - Populus euphratica – Chopo del Éufrates. Adaptado a entornos desérticos, este álamo es fundamental en la estabilización de riberas y es tolerante a la salinidad.[12]
  - Populus ilicifolia – De este de África.

- Populus sección Abaso – Álamos mexicanos. Este grupo está representado por especies nativas de México, adaptadas a climas subtropicales a tropicales.
  - Populus guzmanantlensis – Endémico de México.
  - Populus mexicana – Álamo mexicano, común en zonas húmedas de México. Es de importancia ecológica en ecosistemas ribereños.[20]

## Usos
Los álamos (Populus) son ampliamente valorados por sus múltiples aplicaciones en la industria, la silvicultura y el medio ambiente. Su crecimiento rápido y capacidad de adaptarse a suelos húmedos y condiciones diversas los convierten en especies importantes en varios sectores.

### Industria maderera y fabricación
La madera de los álamos es liviana, de textura uniforme y fácil de trabajar, lo que la hace ideal para diversos usos industriales. Es ampliamente utilizada en la producción de tableros contrachapados, fabricación de muebles de baja densidad y como material de base en la industria de la trituración para obtener productos derivados como pulpa y papel. En Europa y Norteamérica, los álamos híbridos, como Populus x canadensis, son cultivados en plantaciones gestionadas específicamente para la producción de madera contrachapada, que es demandada en la fabricación de muebles y la construcción.

### Fitorremediación y conservación ambiental
Los álamos también juegan un papel clave en la fitorremediación, un proceso de biorremediación que utiliza plantas para absorber contaminantes del suelo y el agua. Las raíces de ciertos álamos son eficaces en la acumulación de metales pesados y otras sustancias tóxicas, lo que permite su uso en proyectos de recuperación ambiental en áreas contaminadas. Esta capacidad es aprovechada en proyectos de restauración de suelos industriales y para la purificación de aguas residuales, dado que el álamo actúa como una especie bioacumuladora que mejora la calidad ambiental.

### Agricultura y cortinas forestales
En países como Argentina, el álamo es ampliamente utilizado como cortina forestal para proteger los campos agrícolas contra el viento, especialmente en regiones de fuertes corrientes, como la Patagonia argentina. Estas cortinas de álamos reducen la erosión del suelo, mejoran el microclima y protegen los cultivos de condiciones climáticas extremas. Esta función agroforestal también es común en otras áreas de América del Sur, Europa y Asia, donde los álamos son plantados en líneas regulares en las zonas agrícolas para ofrecer protección natural.

### Valor ornamental y paisajístico
Los álamos son apreciados en el diseño de paisajes urbanos y rurales debido a su rápido crecimiento y su estructura vertical en algunos cultivares, como el álamo piramidal (Populus nigra 'Italica'). Se utilizan comúnmente en alineaciones de calles, paseos y jardines para brindar sombra y embellecer áreas urbanas y rurales. Además, sus hojas vibrantes y el color dorado que adquieren en otoño los convierten en especies estéticas en jardines públicos y privados.

### Producción de biomasa y energía renovable
Recientemente, los álamos han ganado popularidad como una fuente sostenible de biomasa en la producción de energía renovable. Su rápido crecimiento permite cosechar grandes volúmenes de madera en ciclos cortos, lo que los hace ideales para proyectos de bioenergía y producción de biocombustible. En Europa y América del Norte, los cultivos de álamos dedicados a la biomasa han demostrado ser una alternativa energética sostenible que contribuye a reducir las emisiones de gases de efecto invernadero.

## Mitología y simbolismo
A lo largo de la historia, el álamo ha sido un árbol con profundo significado cultural y místico en diversas civilizaciones, asociado a propiedades curativas, protectoras y simbólicas.

### Tradiciones en Japón
En Japón, el álamo tiene un lugar en la espiritualidad Shinto, donde sus ramas se empleaban en ceremonias para ahuyentar a los oni, espíritus malignos del folclore japonés. En estos rituales, se utilizaban ramas de álamo para purificar el espacio y proteger los hogares de influencias negativas, reflejando el simbolismo del álamo como un protector espiritual.

### Simbolismo en Europa
En Europa, el álamo ha sido un símbolo de dualidad y resistencia, asociado a menudo con los ciclos de vida y muerte debido a sus hojas que susurran con el viento, lo que evocaba una comunicación con el mundo espiritual. Los griegos y romanos consideraban al álamo un símbolo de resiliencia y lo plantaban en cementerios como representación de la protección de los difuntos. Este simbolismo se extendió por Europa y se mantuvo durante siglos.

### La Inquisición española
Durante la época de la Inquisición española, se utilizaban ramas de álamo para flagelar a personas condenadas por crímenes menores. Esta práctica simbolizaba la expiación y purificación del pecado a través del dolor físico. La elección del álamo en estos rituales de castigo reflejaba su conexión simbólica con la purificación y el sacrificio.

### Significado en la cultura celta
En la tradición celta, el álamo era considerado uno de los árboles sagrados del ogham, el antiguo alfabeto celta. Se le atribuían propiedades de protección y resistencia, y era venerado por su capacidad de adaptarse y crecer en condiciones adversas. Los celtas lo relacionaban con la comunicación y el cambio, y creían que sus hojas, al moverse con el viento, ayudaban a conectar el mundo físico con el espiritual.

### Otros usos simbólicos y medicinales
En la medicina popular europea, las hojas y corteza del álamo se usaban para preparar remedios tradicionales, debido a sus propiedades antiinflamatorias y analgésicas, utilizadas para aliviar dolores y reducir fiebre. En la antigua Grecia, los médicos empleaban extractos de álamo en preparaciones medicinales para tratar dolencias comunes, lo cual consolidó su reputación como árbol de sanación.